# ニコニコ少女
『ニコニコ少女』は、2010年4月23日から3夜連続でBS-TBSにて放送されたテレビドラマ。同年5月8日にベストドラマ100の枠で総集編が放送された。

## 概要
放送に先立ち、2010年4月7日からニコニコ動画内「ニコニコのりチャンネル」で本編を先行配信した。ニコニコ動画で投稿されたユーザーコメントを載せて放送する「ユーザー参加型ドラマ」。
ニコニコ動画と食品メーカー・ニコニコのりの共同製作。

## キャスト
- のり子：岩田絵里奈(当時は岡崎歩美名義で活動)
- お婆ちゃん：森康子
- 医師・死神：芦田昌太郎
- ジョニー他：緋田康人
- 雑貨屋の客：呑山仁奈子
- 小林パウロ篤史

## スタッフ
- プロデューサー：丹羽多聞アンドリウ
- 監督：堀英樹
- 脚本：加藤淳也
- 音楽：遠藤浩二
- 撮影：長野泰隆（J.S.C.）
- 照明：阿部力
- 録音：三木誠
- 美術：津留啓亮

| スタブアイコン | サブスタブ | この項目は、まだ閲覧者の調べものの参照としては役立たない、テレビ番組に関連した書きかけの項目です。この項目を加筆・訂正などしてくださる協力者を求めています（P:テレビ/PJ:放送または配信の番組）。 |